# Dimensión infinita
Dimensión infinita o número infinito de dimensiones se refiere al caso de un espacio o estructura matemática modelizado sobre un espacio vectorial con número no finito de dimensiones. Es decir, un espacio vectorial que no admite una base vectorial con un número finito de elementos.

## Ejemplos
- Un espacio de Hilbert como los que usualmente se usan en mecánica cuántica tiene una dimensión de Hilbert que es {\displaystyle \aleph _{0}}, es decir, infinito numerable. Igualmente pueden existir estructuras con dimensión infinita no numerable.
- En un espacio vectorial {\displaystyle V} de dimensión infinita el espacio bidual {\displaystyle V^{**}} no tienen por qué ser isomorfos, como sucede siempre en dimensión finita. De hecho, siempre resulta que: {\displaystyle \dim V\leq \dim V^{**}}.
- Una variedad de Banach puede tener dimensión infinita, aun no siendo un espacio vectorial, aunque dicha variedad localmente es homeomorfa a un espacio de Banach, ela misma no será en general un espacio de Banach. De manera similar, podemos definir variedades de Fréchet.
- Un grupo de Lie asociado a una álgebra de Lie infinita, tiene también dimensión infinita, aunque no es un espacio vectorial y por tanto tiene una estructura no lineal de cierta complejidad.